# Rolf Basedow
Rolf Basedow (* 1947 in Hamburg) ist ein deutscher Drehbuchautor.

## Leben
Nach seinem Studium an der HFF München arbeitete Rolf Basedow zunächst als Filmeditor. In den 1970er und 80er Jahren führte er auch Regie. Vor allem in Zusammenarbeit mit dem Regisseur Dominik Graf, der bisher 12 Drehbücher von ihm realisierte (Stand: 2010), wurde er mehrfach ausgezeichnet. So erhielt er jeweils den Adolf-Grimme-Preis für die Drehbücher zu den Kriminalfilmen Polizeiruf 110: Er sollte tot und Eine Stadt wird erpresst. 1998 gewann er den Bayerischen Filmpreis für das Drehbuch zu Doris Dörries Film Bin ich schön?.
Basedow schrieb auch das Drehbuch für Grafs zehnteilige Fernseh-Miniserie Im Angesicht des Verbrechens (2010), eine Milieustudie über das Polizei- und Gangsterleben in Berlin, für die er 2011 ebenfalls einen Grimme-Preis erhielt:

„Im Angesicht des Verbrechens war von Anfang ein Epos, das der Drehbuchautor Rolf Basedow vorgelegt hat. Letztlich hat er eine Art Baum geschrieben mit einem dicken Stamm in der Mitte – das sind die beiden jungen Berliner Polizisten und ihre Geschichte – und mit vielen Verästelungen in alle möglichen Richtungen. Eine ungeheure Schreibleistung!“

## Filmografie (Auswahl)
- 1971: Das erste Jahr Ton
- 1972: Das Haus im Grünen Regie
- 1973: Brunner ist dran Schnitt
- 1973: Make Up Schnitt
- 1975: Mit dem Kopf durch die Wand Drehbuch, Regie
- 1976: Auf und davon Schnitt
- 1978: Coda Regieassistenz, Schnitt
- 1979: Nachtmahr Schnitt
- 1979/1980: Franz – Der leise Weg Schnitt
- 1981: Der glücklose Mann Regie
- 1982: Tollwut Schnitt
- 1982: Rendezvous in Paris Schnitt
- 1984: Treffer (Regie: Dominik Graf) Schnitt
- 1984: Lettow-Vorbeck: Der deutsch-ostafrikanische Imperativ Schnitt
- 1985: King Kongs Faust Schnitt
- 1985: Drei gegen drei (Regie: Dominik Graf) Schnitt
- 1986: Der Fall Franza Drehbuch
- 1986: Tatort – Schwarzes Wochenende (Regie: Dominik Graf) Schnitt
- 1986/1987: Bei Thea (Regie: Dominik Graf) Schnitt
- 1987: Franza Drehbuch
- 1987/1988: Nachsaison Schnitt
- 1988: Gold Schnitt
- 1990/1991: Das Versprechen Schnitt
- 1990/1991: Bis ans Ende der Nacht Drehbuch, Schnitt
- 1990/1991: Baal (Regie: Dominik Graf) Schnitt
- 1991: Tatort – Der Fall Schimanski (Regie: Hajo Gies) Schnitt
- 1991: Tassilo – Ein Fall für sich Drehbuch
- 1992: Der Fahnder – Bis ans Ende der Nacht Drehbuch
- 1993: Morlock – Die Verflechtung (Regie: Dominik Graf) Drehbuch
- 1996: Sperling (mehrere Folgen) Drehbuch
- 1998: Bin ich schön? (Regie: Doris Dörrie) Drehbuch
- 2001: Nirgendwo in Afrika (Regie: Caroline Link) Drehbuch
- 2001: Doppelter Einsatz (2 Folgen) Drehbuch
- 2003: Hotte im Paradies (Regie: Dominik Graf) Drehbuch
- 2006: Polizeiruf 110 – Er sollte tot (Regie: Dominik Graf) Drehbuch
- 2006: Eine Stadt wird erpresst (Regie: Dominik Graf) Drehbuch
- 2008: Polizeiruf 110 – Wie ist die Welt so stille Drehbuch
- 2010: Im Angesicht des Verbrechens (Regie: Dominik Graf) Drehbuch
- 2012: Operation Zucker Drehbuch und Idee
- 2015: Tatort – Borowski und der Himmel über Kiel Drehbuch
- 2016: Lotte Jäger und das tote Mädchen Drehbuch
- 2016: Zielfahnder – Flucht in die Karpaten Drehbuch
- 2018: Lotte Jäger und die Tote im Dorf Drehbuch
- 2019: Zielfahnder – Blutiger Tango Drehbuch
- 2025: Die Nichte des Polizisten Drehbuch

## Auszeichnungen
- 1998: Bayerischer Filmpreis für Bin ich schön? (Regie: Doris Dörrie) (Drehbuch)
- 1999: Deutscher Fernsehpreis und Robert-Geisendörfer-Preis für Sperling und der brennende Arm (mit Dominik Graf)
- 1999: Nominierung Deutscher Fernsehpreis für das Drehbuch Sperling und der brennende Arm
- 2007: Adolf-Grimme-Preis für das Drehbuch Polizeiruf 110: Er sollte tot
- 2007: Deutscher Fernsehkrimipreis für Eine Stadt wird erpresst, Rolf Basedow (Drehbuch) und Dominik Graf (Regie)
- 2007: Ehrenpreis „Roland“ des Krimifestivals Tatort Eifel für seine innovativen Impulse für das Krimigenre
- 2008: Adolf-Grimme-Preis für das Drehbuch Eine Stadt wird erpresst mit Co-Autor und Regisseur Dominik Graf
- 2010: Deutscher Fernsehpreis, bester Mehrteiler Im Angesicht des Verbrechens[2]
- 2011: Grimme-Preis für das Drehbuch zu Im Angesicht des Verbrechens
- 2016: Nominierung für die Goldene Kamera in der Kategorie Bester deutscher Fernsehfilm für Tatort: Borowski und der Himmel über Kiel[3]
- 2017: Deutscher Fernsehkrimipreis, Sonderpreis für drei Drehbücher
- 2017: Nominierung für die Goldene Kamera in der Kategorie Bester deutscher Fernsehfilm für Zielfahnder: Flucht in die Karpaten